# Aeschynomene batekensis
Aeschynomene batekensis là một loài thực vật có hoa trong họ Đậu. Loài này được Troch. & Koechlin miêu tả khoa học đầu tiên.